# Гіпідіоморфізм
Гіпідіоморфі́зм (англ. Hypidiomorphism, нім. Hypidiomorphismus m) — здатність мінералів у мінеральних комплексах бути ідіоморфними щодо одних і ксеноморфними щодо інших.
Це визначається послідовністю кристалізації.
Синонім — субгедральність (англ. subhedral, нім. Subhedral).